# JCAMP-DX
JCAMP-DX ist ein textbasiertes Dateiformat der IUPAC, das ursprünglich für die Infrarotspektroskopie entwickelt wurde. Es existieren Erweiterungen des Formats für Kernspinresonanzspektroskopie, Massenspektrometrie, Ionen-Mobilitäts-Spektrometer, Elektronenspinresonanz, Circulardichroismus-Spektroskopie. Eine Erweiterung des Standards umfasst Metadaten, die im Sinne der guten Laborpraxis notwendig sind. Trotz aller Bemühung für klare Sprache in den Spezifikationen sind die Implementierungen der Gerätehersteller häufig fehlerhaft. Mit JSpecView existiert ein Open-Source-Projekt, welches den Standard quelloffen implementiert.